# Telegenova teorema
Telegenova teorema jedna je od najmoćnijih teorema kada je reč o teoriji mreže. Iz nje se mogu izvesti mnoge teorije distribucije energije. Teoremu je 1952. objavio Bernard Telegen (енгл. Bernard Tellegen) . U fundamentalnom smislu telegenova teorema objašnjava proste relacije izeđu magnituda koje zadovoljaju Kirhofe zakone.
Telegenova teorema se primenjuje na mnoštvo mrežnih sistema. Osnovne pretpostavke za sisteme su očuvanje protoka obiminih količina (Kirhofov zakon, KCL) i jedinstvenost potencijala mrežnih čvorova (Kirhofov zakon, KVL). Telgenova toerema daje koristne alate za analizu složenih mrežnih sistema, električnih kola, biološskih i metaboličkih mreža, gasovod protoka mreže i hemijski proces mrežama. 

## Teorema
Razmotrite proizvoljnu grupišemo mrežu čiji grafikon {\displaystyle G} ima {\displaystyle b} grane i{\displaystyle n_{t}} čvorove. U električnim mrežama, grane su dvopolne komponente i čvorovi su tačke povezivanja. Pretpostavite da na svaku granu grafikona mi proizvoljno odredimo potencijalnu razliku grane {\displaystyle W_{k}} i granu struje {\displaystyle F_{k}} za {\displaystyle k=1,2,\dots ,b}, i pretpostavimo da su mereni na proizvoljan referenci pravac. Ukoliko grane potencijalne razlike{\displaystyle W_{1},W_{2},\dots ,W_{b}} zadovolji sva ograničenja nametnuta od KCL, a ako je grana struje
{\displaystyle F_{1},F_{2},\dots ,F_{b}} zadovolji sva ograničenja nametnuta od strane KZV, onda
{\displaystyle \sum _{k=1}^{b}W_{k}F_{k}=0.}
Telegenova teorema je opšta; to važi za bilo koju satstavljenu mrežu koja sadrži elemente, linearno ili nelinearno, pasivno ili aktivno, vremnski promeljivim ili vremnskim vremeskim nepromenljivim.Opštost je produžena kada{\displaystyle W_{k}} i {\displaystyle F_{k}} su linearne operacije na skupu potencijalnih razlika i na skupu struja grane (respektivno) kako linearne operacije ne utiču na KBL i KCL.Na primer, može da bude prosečna linearna operacija ili Laplasove transforamcije. Skup stuje može se uzrokovati u neko drugo vreme od skupa potencijalnih razlika od KBL i KCL, i istinite su u svim tenucima vremena. Drugi produžetak je kada skup potencijalnih razlika {\displaystyle W_{k}}iz jedne mreže {\displaystyle F_{k}} iz potpuno druge mreže, sve dok se dve mreže imaju istu topologiju, Telegenova teorma ostaje tačna. Ovo proširenje Telegove teoreme dovodi do mnogih teorema koje se odnose na mreže sa dva pristupa

## Definicije
Trebamo da uvedemo neke neophodne definicije mreže, pružajući kompaktni dokaz.
Učestalost martice:
```

  

    

      

        

          
n

          

            
t

          

        

        
×

        

          
n

          

            
f

          

        

      

    

    
{\displaystyle n_{t}\times n_{f}}

  

 matrica 

  

    

      

        

          

            
A

            

              
a

            

          

        

      

    

    
{\displaystyle \mathbf {A_{a}} }

  

 se naziva čvor prema grani  

  

    

      

        

          
a

          

            
i

            
j

          

        

      

    

    
{\displaystyle a_{ij}}

  

```

{\displaystyle a_{ij}={\begin{cases}1,&{\text{ako  protok }}j{\text{ napušta čvor }}i\\-1,&{\text{ako  protok  }}j{\text{ napušta čvor }}i\\0,&{\text{ako  protok  }}j{\text{ ako nije došlo do konflikta sa čvorom  }}i\end{cases}}}
Referenca ili podatk čvora {\displaystyle P_{0}} je uvedena da predstavlja okruženje i vezu sa svim dinamičkim čvorovima i terminalima. {\displaystyle (n_{t}-1)\times n_{f}} matrica {\displaystyle \mathbf {A} }, gde red koji sadriži element {\displaystyle a_{0j}} reference čvora{\displaystyle P_{0}} je eliminisan, se naziva smanjena učestalost matrica.
Zakoni održanja (KCL) u obliku vektor-matrica:
{\displaystyle \mathbf {A} \mathbf {F} =\mathbf {0} }
jedinstven uslov za potencijal (KVL) u obliku vektor-matrica:
{\displaystyle \mathbf {W} =\mathbf {A^{T}} \mathbf {w} }
gde je {\displaystyle w_{k}} su apsolutni potencijali na čvorovima na referentnom čvoru{\displaystyle P_{0}}.

## Dokaz
Upotreba KVL:
{\displaystyle {\begin{aligned}\mathbf {W^{T}} \mathbf {F} =\mathbf {(A^{T}w)^{T}} \mathbf {F} =\mathbf {(w^{T}A)} \mathbf {F} =\mathbf {w^{T}AF} =\mathbf {0} \end{aligned}}}
zato što{\displaystyle \mathbf {AF} =\mathbf {0} } je KCL.
{\displaystyle \sum _{k=1}^{b}W_{k}F_{k}=\mathbf {W^{T}} \mathbf {F} =0}

## Aplikacije
Mrežni analozi su konstruisani za širok spektar fizičkih sistema, i pokazali su se kao izuzetna korisna u analiziranju njihvog dinamilkog ponašanja. Klasična oblast primene teorije mreže i Telegenove teoreme je teorija električnih kola. To je uglavnom u upotrebi za projektovanje filtera aplikacionih signala obrade.
Novija primena Telegenove teoreme je u oblasti hemijskih i bioloških procesa. Pretpostavke za električne provodnike ( Kirhof zakon ) su generalizovani za dinamičke sisteme koji poštuju zakon nepovratne termodinamike. Topologija i struktura rekacije mreža mogu da se analiziraju korišćenjem Telegenove teoreme.
Druga primena Telegenove teoreme je da se utvrdi stabilnost i optimalnost kompleksnih procesnih sistema, kao što su hemijska postrojenja ili proizvodnim sistema ulja. Telegenova teorema može biti formulisana za proesne sisteme koje koriste proces čvorova, terminal, protok veeze za proizvodnju ili uništenje opsežne količine.
Formulacija Telegenove teoreme za procesne sisteme:
{\displaystyle \sum _{j=1}^{n_{P}}W_{j}{\frac {\operatorname {d} Z_{j}}{\operatorname {d} t}}=\sum _{k=1}^{n_{f}}W_{k}f_{k}+\sum _{j=1}^{n_{P}}w_{j}p_{j}+\sum _{j=1}^{n_{t}}w_{j}t_{j},\quad j=1,\dots ,n_{p}+n_{t}}
gde je{\displaystyle p_{j}} su uslovi za proizvodnju, {\displaystyle t_{j}} su termial veze, i{\displaystyle {\frac {\operatorname {d} Z_{j}}{\operatorname {d} t}}} su dinački uslovi za opsežne varijable skladištenja.

## Literatura
- Basic Circuit Theory by C.A. Desoer and E.S. Kuh, McGraw-Hill, New York, 1969
- "Tellegen's Theorem and Thermodynamic Inequalities", G.F. Oster and C.A. Desoer, J. Theor. Biol 32 (1971), 219–241
- "Network Methods in Models of Production", Donald Watson, Networks, 10 (1980), 1–15

## Spoljašnje veze
- Circuit example for Tellegen's theorem
- G.F. Oster and C.A. Desoer, Tellegen's Theorem and Thermodynamic Inequalities
- Network thermodynamics